# Swing (曲)
swing（スウィング）は、日本のロックバンド、ミドリのシングル。2009年3月18日、ソニー・ミュージックアソシエイテッドレコーズよりリリース。

## 解説
- バンド史上初のシングル形態でのリリース。
- 完全生産限定盤（ひだり盤）と通常盤（みぎ盤）の2形態での発売となった。収録曲が異なる（後述）。また、ジャケットが異なり、「ひだり盤」「みぎ盤」はジャケットに写っている女性（「ひだり盤」のジャケットはボーカル・ギターの後藤まりこ）の向いている向きから。「ひだり盤」には12pブックレットが付いている。
- 「ひだり盤」は人気があり、メーカーでは発売数日で完売状態になった。
- 「ひだり盤」にはROBO+Sのメンバーで、元JUDY AND MARYのギタリストであったTAKUYAが参加。なお、同日発売の「JUDY AND MARY 15th Anniversary Tribute Album」にはミドリが参加している。

## 収録曲

### ひだり盤
1. swing (5:30)
2. あかん!!　(3:39)
3. 朽ちては果てぬ (3:34)
4. swing ～もしもTAKUYAがミドリにいたら～ (4:22)

全曲作詞：後藤まりこ　作曲・編曲：ミドリ （#4 編曲：ミドリ、TAKUYA）

### みぎ盤
1. swing (5:30)
2. あかん!!　(3:39)
3. 朽ちては果てぬ (3:37)
4. swing ～カラオケ～ (5:32)
カラオケバージョンの収録もバンドとしては初めてである。